# 三朝遼事實錄
《三朝遼事實錄》，明王在晋撰。17卷，卷首《总略》1卷。崇禎十一年（1638年）成书。记载万历四十六年（1618年）四月至天启七年（1627年）十一月的历史。历叙万历、泰昌、天启三朝辽东战书的战守梗慨，将士怯弱之状，朝廷门户之争以及兵饷要务等史事，具有较高史料价值。作者记载了很多自己的奏疏。清朝列為禁書。1930年由江苏省立国学图书馆据私藏本影印。

## 评价
- 孟森：“在晋太不自爱，一时自逞其舞文，千秋反自供其罪状。”[2]
- 谢国桢：王在晋“明初经略辽东，与蓟督王象乾专主款蒙古，守关门而弃关外。欲于关外八里筑重城，坚守御，其计颇左。唯是书上起明万历四十六年戊午，下迄天启丁卯十二月，叙事溯源详流。首总略，次编年及奏议，十余年之事，记载綦详，裒然巨帙，为治辽事者所必参考之书也。”[3]